# Tellef Inge Mørland

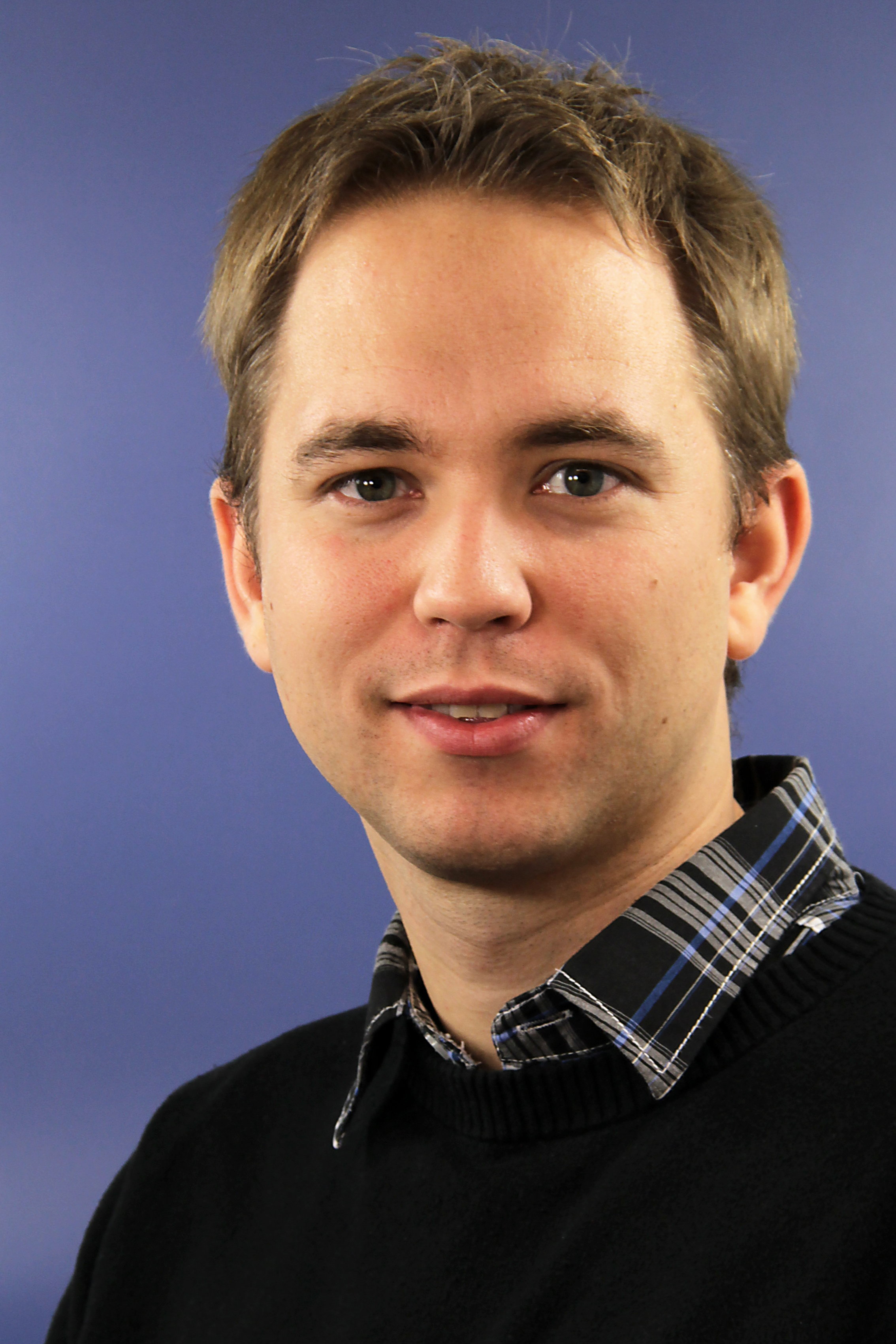
Tellef Inge Mørland, 2011

Tellef Inge Mørland (* 21. April 1980) ist ein norwegischer Politiker der sozialdemokratischen Arbeiderpartiet (Ap). Seit 2017 ist er Abgeordneter im Storting.

## Leben
Mørland studierte Politik an der Universität Agder. Von 2003 bis 2015 saß er im Kommunalparlament von Åmli, ab 2003 war er zudem Abgeordneter im Fylkesting der damaligen Provinz Aust-Agder. Dabei fungierte er zwischen 2015 und 2017 als Fylkesordfører.
Bei der Parlamentswahl 2017 zog Mørland erstmals in das norwegische Nationalparlament Storting ein. Dort vertritt er den Wahlkreis Aust-Agder und er wurde Mitglied im Gesundheits- und Pflegeausschuss. Nach der Wahl 2021 wechselte er in den Finanzausschuss.